# La partícula de Dios: si el universo es la respuesta, ¿cuál es la pregunta?
La partícula De Dios. Si el universo es la respuesta, ¿cuál es la pregunta? es un libro de divulgación científica de 1993 escrito por el físico ganador del premio Nobel Leon M. Lederman y el escritor de ciencias Dick Teresi. Con una narrativa ligeramente humorística, metafórica y vívida, el libro proporciona una breve historia de la física de partículas, iniciando con el filósofo griego presocrático Demócrito y continua con Isaac Newton, Roger Joseph Boscovich, Michael Faraday, y Ernest Rutherford y la física cuántica en el siglo XX.
Lederman explicó que puso el apodo «La partícula de Dios» (The God Particle en inglés) al bosón de Higgs porque la consideró «demasiado central para la física de hoy en día, demasiado crucial para nuestra comprensión de la estructura de la materia, aunque muy evasiva», pero en son de broma añadió que la segunda razón fue porque «la editorial no les dejó llamarla "La maldita partícula" (The Goddamn Particle), aunque ese sea un título más apropiado, dada su naturaleza villana y el costo que está causando».

## Argumento
La obra inicia con un epígrafe de Demócrito que recita: «Nada existe excepto los átomos y el espacio vacío. Todo lo demás es opinión» La historia empieza en el año 430 a. C. cuando un filósofo griego huele el pan que se cuece en el horno y se imagina que una partícula invisible es la responsable de construir toda la materia. Posteriormente, la llama á-tomo (que significa «no divisible») y se convierte en la búsqueda más larga de la historia de la ciencia: 2.500 años de experimentos hasta la fecha. Además, explica una metáfora de un partido de fútbol con una pelota invisible para describir el proceso por el cual se deduce la existencia de las partículas. Junto a este, se lee una breve historia contextual sobre cómo llegó a la física de las partículas.
Luego, en un sueño ficticio, el autor tiene una diálogo socrático con Demócrito, un antiguo filósofo griego que vivió durante el período clásico, el cual es presentado (con ciertos cómicos) como si tuviera conocimientos sobre la tecnología actual. Más adelante, hace referencias a Galileo, Tycho Brahe, Johannes Kepler e Isaac Newton. Posteriormente, habla sobre físicos del siglo XVIII hacia adelante incluyendo a J.J. Thomson, John Dalton y Dmitri Mendeleev (1834–1907).
En una pintura, detalla la evolución de la física clásica hasta el nacimiento de la física cuántica. Menciona el desarrollo de los aceleradores de partículas, y un capítulo con una descripción más extensa sobre el uso de la palabra «a-tomo» para referirse a la partícula fundamental e indivisible de Demócrito. En el capítulo 8, habla principalmente de la ruptura espontánea de simetría electrodébil y el bosón de Higgs. Finalmente, mira en la astrofísica y describe las evidencias sobre el Big Bang.
1. La pelota de fútbol invisible.
2. El primer físico de partículas.
3. Buscando el átomo: la mecánica.
4. Aún buscando el átomo: químicos y electricistas.
5. El átomo desnudo.
6. Los aceleradores chocan átomo,
7. Á-tomo
8. La partícula de Dios, por lo menos
9. Espacio interior, espacio exterior y el tiempo antes del tiempo.

...

## Impacto cultural
La obra, en esencia, fue bien recibida por resaltar el concepto del bosón de Higgs. Sin embargo, en referencia al título de libro, el apodo «la partícula de Dios» para designar al bosón de Higgs no es del gusto de la mayoría de los científicos. De manera diferente, el bosón es conocido bajo el apodo fuera de la comunidad científica por el creciente difusión de los medios resaltando los titulares con ella.
Higgs dejó en claro que el célebre mote impuesto por la prensa a la partícula de Higgs no le gusta nada: "En primer lugar, porque no soy creyente. Pero aunque lo fuera, no me gustaría, porque incita a la gente a confundir la física con la teología". También dijo: "Me contaron que algunos grupos evangélicos lo han usado para intentar convertir a la gente a su credo. Todo esto me parece lamentable".
Originalmente, la obra iba titularse «La maldita partícula» (The Goddamn Particle) por su dificultad en ser detectada, sin embargo, bajo presiones de la editorial, Lederman y Teresi se vieron forzados a cambiar el título, publicándola bajo el título La partícula de Dios: si el universo es la respuesta, ¿cuál es la pregunta? (The God Particle: If the Universe Is the Answer, What Is the Question?), mientras los editoriales de habla española la titularon, simplificando con un adjetivo, como «La partícula divina».